# 何祖华
何祖华（1962年11月—），浙江诸暨人，中国植物生理学家，中国科学院院士、中国科学院分子植物科学卓越创新中心研究员，主要从事植物病理学与作物抗病育种领域的研究。

## 生平
何祖华来自浙江省诸暨市山下湖镇枫江村。他于1979年考入浙江农业大学（此后并入浙江大学），后跟随水稻育种专家申宗坦攻读硕士研究生。1993年至1996年间在浙江农业大学生物技术研究所攻读植物分子生物学和植物病理学博士，师从植物病理学家李德葆。毕业后赴美国索尔克研究所、加利福尼亚大学戴维斯分校从事博士后研究。2000年回到中国，出任中国科学院植物生理生态研究所研究员。
何祖华是国家973项目首席科学家、中国植物生理学会副理事长，并曾任上海市第十一至十三届政协委员。2023年当选中国科学院生命科学和医学学部院士。此外，他还获得过国家自然科学奖二等奖（第一完成人）、全国创新争先奖、全国优秀科技工作者、上海市科技精英、上海最美科技工作者等荣誉奖项。